# Siegfried Heinrich Aronhold
Siegfried Heinrich Aronhold (ur. 16 lipca 1819 w Angerburgu, zm. 13 marca 1884 w Berlinie) – niemiecki matematyk.

## Życiorys
Z miastem rodzinnym nie był związany zbyt długo. Uczęszczał tu do szkoły podstawowej. Mając kilkanaście lat przeprowadza się do Kętrzyna, gdzie zostaje uczniem tamtejszego gimnazjum. Po śmierci ojca wyjeżdża wraz z matką do Królewca, gdzie wstępuje na tamtejszy uniwersytet. Przedmiotem jego zainteresowań są: matematyka, fizyka i astronomia. W czasie studiów styka się z wieloma wybitnymi wykładowcami, ale szczególną rolę w jego życiu odegra Carl Gustav Jakob Jacobi.
Wiek XIX to okres intensywnego rozwoju nauk matematycznych. Niemcy stanowili wtedy obok Francuzów światowa czołówkę w tej dziedzinie. Uniwersytet w Królewcu (Albertus-Uniwersitat) pomimo swojego peryferyjnego położenia w ciągu wielu lat istnienia wykształcił wybitnych uczonych jak na przykład filozofa Immanuela Kanta, matematyków Davida Hilberta i Christiana Goldbacha oraz fizyka Gustawa Kirchhoffa.
Na uniwersytecie Aronhold należy do wyróżniających się studentów. W 1844 wraz z Jakobim przenosi się do Berlina i tam kontynuuje studia matematyczne na tamtejszym uniwersytecie. Studiuje pod kierunkiem równie znanych postaci jak Peter Gustav Lejeune Dirichlet, Jakob Steiner i Heinrich Gustaw Magnus. W 1851 Uniwersytet w Królewcu Przyznaje Aronholdowi doktorat. Tytuł dysertacji brzmi O nowych twierdzeniach algebraicznych. W roku 1852 rozpoczyna karierę wykładowcy akademickiego na berlińskich uczelniach. Wykłada w Akademii Artylerii i Inżynierii Wojskowej, Politechnice Berlińskiej oraz Królewskiej Akademii Architektury. Styka się wówczas z kolejną wybitną postacią a mianowicie Karlem Weierstraßem. Poświęcając się obowiązkom wykładowcy na tych uczelniach nie zaniedbywał własnej pracy naukowej. Aronhold przeszedł do historii matematyki jako jeden z twórców teorii inwariantów. Fachowcom z dziedziny mechaniki teoretycznej znane jest prawo Aronholda-Kennedy’ego. Istnieje również notacja Clebscha-Aronholda przydatna do opisywania pewnych krzywych.
Siegfried Heinrich Aronhold umarł 13 marca 1884 w Berlinie.